# Snipe (vela)

Snipe: veleiro para duas pessoas usado principalmente em competições

O Snipe é um barco de quinze pés para dois velejadores. Projetado por William Crosby em 1931, possui duas velas: a principal, que é regulada pelo timoneiro e a buja, que é regulada pelo proeiro.
A classe Snipe, organizada em todo o mundo pela SCIRA Snipe Class International Racing Association, é considerada uma das mais técnicas da vela, priorizando o conhecimento técnico e não apenas o lado físico. Isso permite que velejadores das mais diferentes faixas etárias compitam em condições de igualdade. É uma das classes da vela que participam dos Jogos Pan-americanos.

## História

### Brasil
Em 1932 é criada a SCIRA nos EUA. O Clube dos Caiçaras lança a ideia de trazer os desenhos e iniciar a classe no Brasil. Porém com o sucesso da classe Sharpie 12 em outros estados (SP e RS), Dácio Veiga resolve então adotá-lo para a lagoa.
Em 1942, Fernando Avellar entusiasma-se pela classe, trazida para o ICRJ, e cria a Cooperativa dos Amigos do Snipe de forma a construir 05 barcos necessários para a formação de uma flotilha. Tem início então a construção dos barcos em um galpão em Botafogo
Foi então criada a flotilha 159 do Rio de Janeiro no ano de 1942, sediada em um box do ICRJ pertencente a Gastão Fontenelle Pereira de Souza, mas tendo seu registro oficializado na SCIRA somente em Janeiro de 1943.
O primeiro Snipe medido e aprovado pela SCIRA, foi o de numeral 4823 em Janeiro de 1944. O primeiro capitão da flotilha nomeado, foi Ernesto Augusto Borges que tinha o snipe com o numeral 4905. Devido aos seus problemas de ordem particular, e não podendo atuar devidamente, foi então substituído por Fernando Pimentel Duarte.
Entusiasmado pela classe, José Cândido Pimentel Duarte no Clube de Regatas Guanabara promove diversas regatas e campeonatos e encomenda ao Estaleiro Verco (da família Verdier) de São Paulo (já famosa pela construção das Ioles Olímpicas, Sharpie 12 e V20) a construção de alguns Snipes através da SAVEL - Sociedade dos amigos da Vela.
Desde o inicio sempre houve fabricantes no Brasil, este fato foi muito importante para o desenvolvimento da classe nacional que pode ser observado principalmente no desempenho internacional dos velejadores brasileiros que detém 14 títulos mundiais com nomes como Axel Schmidt e Eric Schmidt, Nelson Piccolo, Boris Ostergreen, Torben Grael, Lars Grael, Mauricio Santa Cruz, Alexandre Paradeda, Alexandre Tinoco, Bruno Bethlem, Mateus Tavares, Henrique Haddad e Juliana Duque.
Também nos Campeonatos Mundiais das categorias o Brasil obteve um numero impressionante de títulos, sendo:
- 9 vezes mundial Junior[3],
- 11 vezes o mundial Master[4]
- 2 vezes o mundial Feminino[5]

Hoje em dia a Classe Snipe está presente em 11 estados brasileiros: Alagoas, Bahia, Distrito Federal, Espirito Santo, Paraná, Pernambuco, Rio de Janeiro, Rio Grande do Norte, Rio Grande do Sul, São Paulo e Sergipe. 
O principal construtor nacional atual de barcos da classe snipe é Kurt Diemer que faz os barcos da marca Lemão Snipes.